# Speckenbüttel

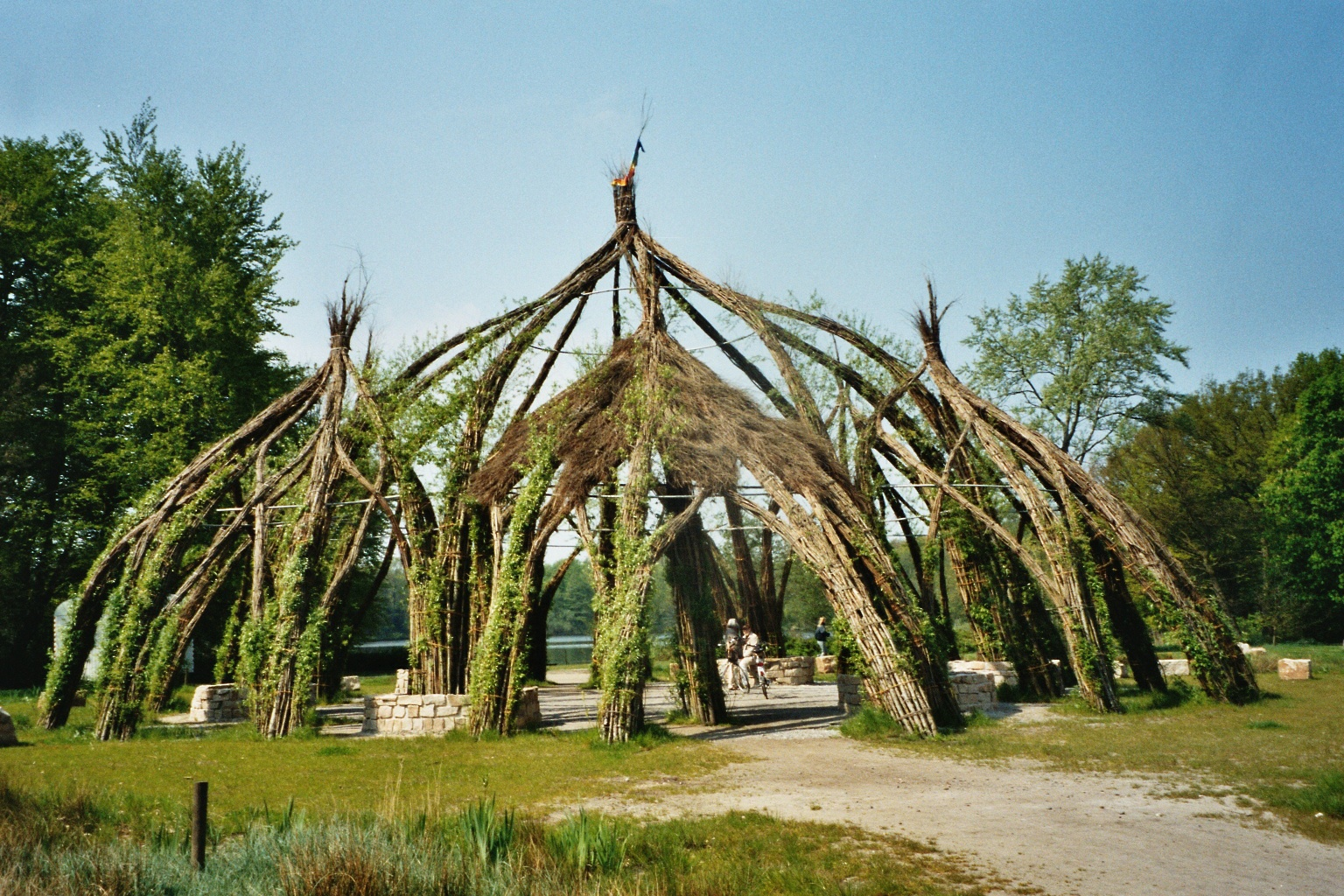
Weidenschloss im Speckenbütteler Park

Speckenbüttel ist ein Ortsteil des Bremerhavener Stadtteils Lehe. Sein Name setzt sich zusammen aus Specken für Dammwege aus Buschwerk und Soden sowie aus Büttel, vom niedersächsischen bodil für Landgut.

## Entwicklung

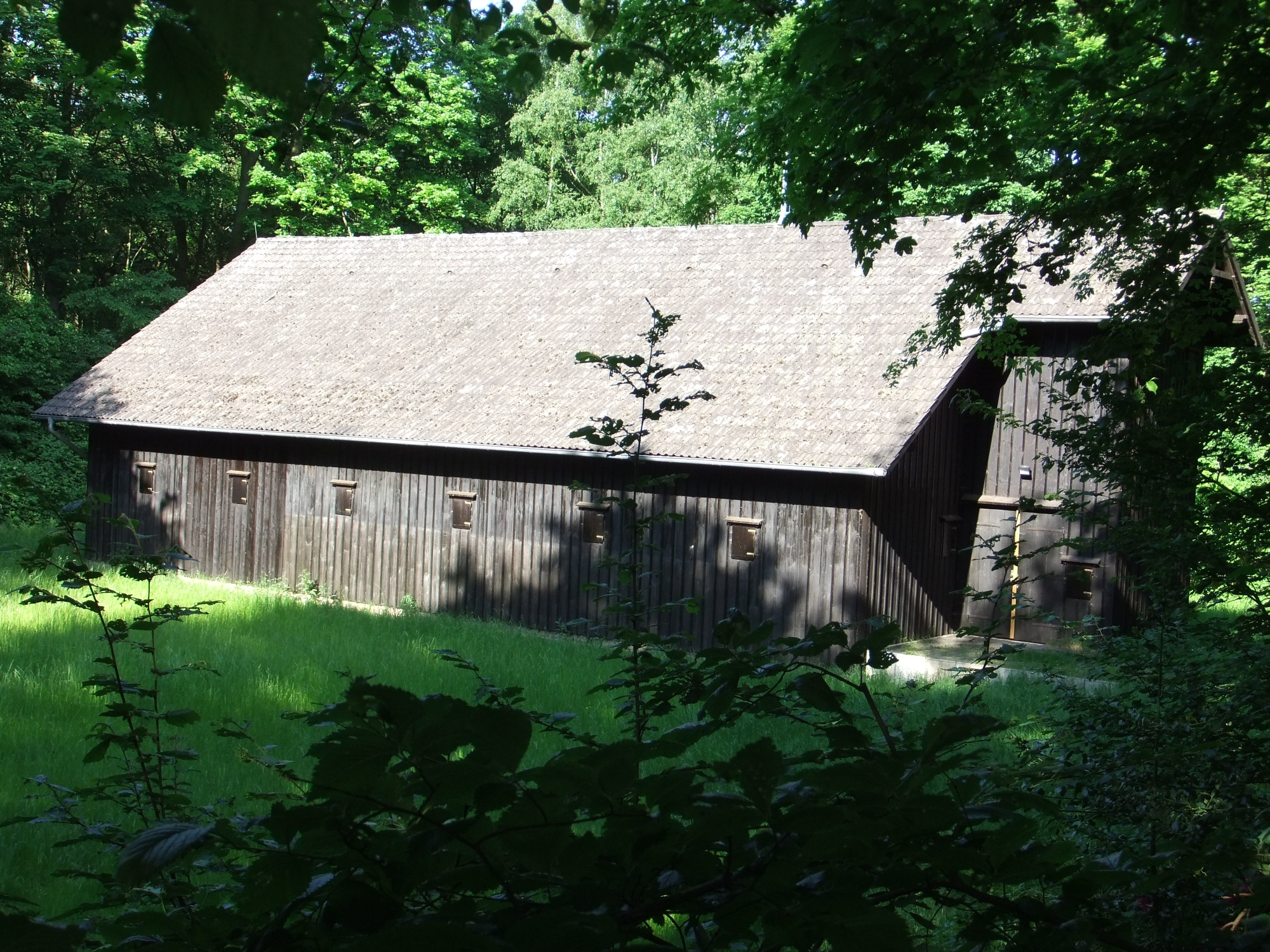
Pulvermagazin Speckenbüttel

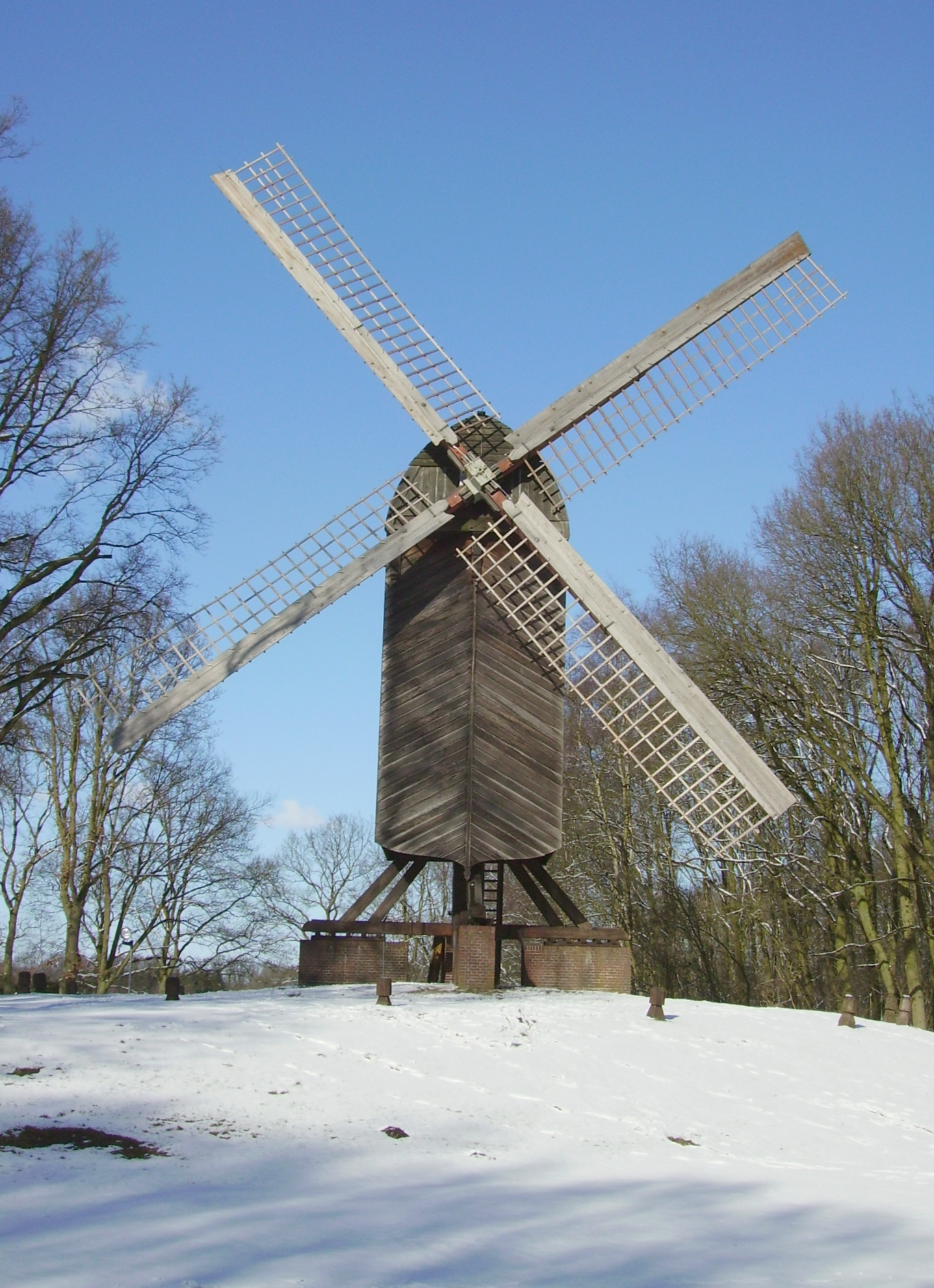
Bockwindmühle

Die Gehöfte des kleinen Ortes Ganderse, die über Knüppeldämme erreicht werden konnten, wurden um 1450 bis 1500 verlassen.
Der Schützenhof im Park entstand 1854, jedoch bereits seit 1835 fanden im Speckenbütteler Holz die Leher Schützenfeste statt. Schon der Schützenverein von 1848 pflanzte Büsche und Bäume, legte Wege an und stellte Bänke auf. Das denkmalgeschützte Pulvermagazin Speckenbüttel, Siebenbergensweg 65, stammt von 1874/75. 1883 wurde ein Luther-Denkmal errichtet, das dort rund 80 Jahre stand.
Der 1888 angelegte Reitplatz wurde nach 1900 zur Radrennbahn umgebaut, die bis 1919 bestand. 1890 begann die Gestaltung des Speckenbütteler Holzes zum Speckenbütteler Park, in dem seit 1908 ein Volkskundliches Freilichtmuseum für die bäuerliche Kultur der Region entstanden ist.
Die Pferdebahn von Lehe wurde 1896 nach Speckenbüttel verlängert und 1908 elektrifiziert. Sie fuhr bis 30. Juli 1982 durch die Parkstrasse und ist durch den Omnibus ersetzt worden. Um den Park siedelte sich weitgehend im 20. Jahrhundert gehobenes Bürgertum an. Dort wohnten 1950 bereits 2472 Menschen, 1974 dann 3503 und 1999 noch 3271. 2008 waren es 3220 Einwohner.
1923 eröffnete der Allgemeine Turn- und Sport-Bund (ATSB) auf dem Gelände der ehemaligen Radrennbahn seine Sportanlagen. Die Sportanlage der Leher Turnerschaft (LTS) wurde 1951 fertiggestellt. 1959 entstand das Freibad Speckenbüttel. Am 28. Juli 2002 wurde das Freibad nach einem Brand im Kabinentrakt geschlossen und später abgerissen.
Das Gewerbegebiet Speckenbüttel im Nord-Westen entwickelt sich seit den 1980er Jahren. Auch der Hauptverschiebebahnhof Speckenbüttel ist seit 1982 im steten Ausbau. Ein neues, großes Umspannwerk für die Häfen ging in Betrieb.
1984/86 baute der Bauernhausverein Lehe im Park eine Bockwindmühle, nachdem Vorgängermühlen 1942 und 1983 abgebrannt waren. 2001 wurde der Bahnhof an der Bahnstrecke Bremerhaven–Cuxhaven im Personenverkehr aufgegeben. Das Weidenschloss im Park entstand 2003 als Projekt des Gartenbauamtes nach dem Entwurf des Architekten Marcel Kalberers. Der Hochseilgarten ergänzt seit 2003 das Freizeitangebot im „Gesundheitspark“, wie er aktuell auch genannt wird. Eine interaktive Windenergieanlage in Speckenbüttel wird seit 2010 von der Hochschule Bremerhaven betrieben.

## Ostpreußenviertel
Südlich vom Speckenbütteler Park erinnern die Straßennamen seit 1933 an Städte in verlorenen Gebieten des Deutschen Reichs, zwischen der Wurster Straße und der nach Friedrich Timmermann benannten Straße an Nordschleswig und Westpreußen, zwischen Wurster und Cherbourger Straße an Ostpreußen: 
- Nordschleswig – Hadersleben, Tondern
- Westpreußen – Konitz, Stuhm
- Ostpreußen – Allenstein, Braunsberg, Elbing, Goldap, Heilsberg, Insterburg, Johannisburg, Königsberg, Lyck, Neidenburg, Osterode, Pillau, Rastenburg, Tannenberg.

Bebaut wurden sie mit Siedlungs- oder Reihenhäusern. Die ersten Behelfsbauten wurden so umgebaut, dass ihr Ursprung kaum noch zu erkennen ist.